# Batterie (échecs)
Pour les articles homonymes, voir Batterie.
Une batterie aux échecs désigne l'utilisation coordonnée de deux pièces (de marche différente ou identique), le départ de la pièce avant (masquante) découvrant une attaque de la pièce arrière. Pour qu'il y ait une attaque à la découverte, il faut impérativement qu'il y ait une batterie. Certaines batteries sont réputées particulièrement efficaces, par exemple le duo dame (pièce arrière) et cavalier (pièce avant), qui combine la marche de toutes les pièces, ou bien les deux tours alignées, on parle alors de « doublement des tours ».

## Précisions
|   | a | b | c | d | e | f | g | h |   |
| 8 | Roi noir sur case noire h8 · Dame noire sur case noire d2 · Cavalier blanc sur case noire h2 · Roi blanc sur case noire a1 · Tour blanche sur case blanche h1 | Roi noir sur case noire h8 · Dame noire sur case noire d2 · Cavalier blanc sur case noire h2 · Roi blanc sur case noire a1 · Tour blanche sur case blanche h1 | Roi noir sur case noire h8 · Dame noire sur case noire d2 · Cavalier blanc sur case noire h2 · Roi blanc sur case noire a1 · Tour blanche sur case blanche h1 | Roi noir sur case noire h8 · Dame noire sur case noire d2 · Cavalier blanc sur case noire h2 · Roi blanc sur case noire a1 · Tour blanche sur case blanche h1 | Roi noir sur case noire h8 · Dame noire sur case noire d2 · Cavalier blanc sur case noire h2 · Roi blanc sur case noire a1 · Tour blanche sur case blanche h1 | Roi noir sur case noire h8 · Dame noire sur case noire d2 · Cavalier blanc sur case noire h2 · Roi blanc sur case noire a1 · Tour blanche sur case blanche h1 | Roi noir sur case noire h8 · Dame noire sur case noire d2 · Cavalier blanc sur case noire h2 · Roi blanc sur case noire a1 · Tour blanche sur case blanche h1 | Roi noir sur case noire h8 · Dame noire sur case noire d2 · Cavalier blanc sur case noire h2 · Roi blanc sur case noire a1 · Tour blanche sur case blanche h1 | 8 |
| 7 | Roi noir sur case noire h8 · Dame noire sur case noire d2 · Cavalier blanc sur case noire h2 · Roi blanc sur case noire a1 · Tour blanche sur case blanche h1 | Roi noir sur case noire h8 · Dame noire sur case noire d2 · Cavalier blanc sur case noire h2 · Roi blanc sur case noire a1 · Tour blanche sur case blanche h1 | Roi noir sur case noire h8 · Dame noire sur case noire d2 · Cavalier blanc sur case noire h2 · Roi blanc sur case noire a1 · Tour blanche sur case blanche h1 | Roi noir sur case noire h8 · Dame noire sur case noire d2 · Cavalier blanc sur case noire h2 · Roi blanc sur case noire a1 · Tour blanche sur case blanche h1 | Roi noir sur case noire h8 · Dame noire sur case noire d2 · Cavalier blanc sur case noire h2 · Roi blanc sur case noire a1 · Tour blanche sur case blanche h1 | Roi noir sur case noire h8 · Dame noire sur case noire d2 · Cavalier blanc sur case noire h2 · Roi blanc sur case noire a1 · Tour blanche sur case blanche h1 | Roi noir sur case noire h8 · Dame noire sur case noire d2 · Cavalier blanc sur case noire h2 · Roi blanc sur case noire a1 · Tour blanche sur case blanche h1 | Roi noir sur case noire h8 · Dame noire sur case noire d2 · Cavalier blanc sur case noire h2 · Roi blanc sur case noire a1 · Tour blanche sur case blanche h1 | 7 |
| 6 | Roi noir sur case noire h8 · Dame noire sur case noire d2 · Cavalier blanc sur case noire h2 · Roi blanc sur case noire a1 · Tour blanche sur case blanche h1 | Roi noir sur case noire h8 · Dame noire sur case noire d2 · Cavalier blanc sur case noire h2 · Roi blanc sur case noire a1 · Tour blanche sur case blanche h1 | Roi noir sur case noire h8 · Dame noire sur case noire d2 · Cavalier blanc sur case noire h2 · Roi blanc sur case noire a1 · Tour blanche sur case blanche h1 | Roi noir sur case noire h8 · Dame noire sur case noire d2 · Cavalier blanc sur case noire h2 · Roi blanc sur case noire a1 · Tour blanche sur case blanche h1 | Roi noir sur case noire h8 · Dame noire sur case noire d2 · Cavalier blanc sur case noire h2 · Roi blanc sur case noire a1 · Tour blanche sur case blanche h1 | Roi noir sur case noire h8 · Dame noire sur case noire d2 · Cavalier blanc sur case noire h2 · Roi blanc sur case noire a1 · Tour blanche sur case blanche h1 | Roi noir sur case noire h8 · Dame noire sur case noire d2 · Cavalier blanc sur case noire h2 · Roi blanc sur case noire a1 · Tour blanche sur case blanche h1 | Roi noir sur case noire h8 · Dame noire sur case noire d2 · Cavalier blanc sur case noire h2 · Roi blanc sur case noire a1 · Tour blanche sur case blanche h1 | 6 |
| 5 | Roi noir sur case noire h8 · Dame noire sur case noire d2 · Cavalier blanc sur case noire h2 · Roi blanc sur case noire a1 · Tour blanche sur case blanche h1 | Roi noir sur case noire h8 · Dame noire sur case noire d2 · Cavalier blanc sur case noire h2 · Roi blanc sur case noire a1 · Tour blanche sur case blanche h1 | Roi noir sur case noire h8 · Dame noire sur case noire d2 · Cavalier blanc sur case noire h2 · Roi blanc sur case noire a1 · Tour blanche sur case blanche h1 | Roi noir sur case noire h8 · Dame noire sur case noire d2 · Cavalier blanc sur case noire h2 · Roi blanc sur case noire a1 · Tour blanche sur case blanche h1 | Roi noir sur case noire h8 · Dame noire sur case noire d2 · Cavalier blanc sur case noire h2 · Roi blanc sur case noire a1 · Tour blanche sur case blanche h1 | Roi noir sur case noire h8 · Dame noire sur case noire d2 · Cavalier blanc sur case noire h2 · Roi blanc sur case noire a1 · Tour blanche sur case blanche h1 | Roi noir sur case noire h8 · Dame noire sur case noire d2 · Cavalier blanc sur case noire h2 · Roi blanc sur case noire a1 · Tour blanche sur case blanche h1 | Roi noir sur case noire h8 · Dame noire sur case noire d2 · Cavalier blanc sur case noire h2 · Roi blanc sur case noire a1 · Tour blanche sur case blanche h1 | 5 |
| 4 | Roi noir sur case noire h8 · Dame noire sur case noire d2 · Cavalier blanc sur case noire h2 · Roi blanc sur case noire a1 · Tour blanche sur case blanche h1 | Roi noir sur case noire h8 · Dame noire sur case noire d2 · Cavalier blanc sur case noire h2 · Roi blanc sur case noire a1 · Tour blanche sur case blanche h1 | Roi noir sur case noire h8 · Dame noire sur case noire d2 · Cavalier blanc sur case noire h2 · Roi blanc sur case noire a1 · Tour blanche sur case blanche h1 | Roi noir sur case noire h8 · Dame noire sur case noire d2 · Cavalier blanc sur case noire h2 · Roi blanc sur case noire a1 · Tour blanche sur case blanche h1 | Roi noir sur case noire h8 · Dame noire sur case noire d2 · Cavalier blanc sur case noire h2 · Roi blanc sur case noire a1 · Tour blanche sur case blanche h1 | Roi noir sur case noire h8 · Dame noire sur case noire d2 · Cavalier blanc sur case noire h2 · Roi blanc sur case noire a1 · Tour blanche sur case blanche h1 | Roi noir sur case noire h8 · Dame noire sur case noire d2 · Cavalier blanc sur case noire h2 · Roi blanc sur case noire a1 · Tour blanche sur case blanche h1 | Roi noir sur case noire h8 · Dame noire sur case noire d2 · Cavalier blanc sur case noire h2 · Roi blanc sur case noire a1 · Tour blanche sur case blanche h1 | 4 |
| 3 | Roi noir sur case noire h8 · Dame noire sur case noire d2 · Cavalier blanc sur case noire h2 · Roi blanc sur case noire a1 · Tour blanche sur case blanche h1 | Roi noir sur case noire h8 · Dame noire sur case noire d2 · Cavalier blanc sur case noire h2 · Roi blanc sur case noire a1 · Tour blanche sur case blanche h1 | Roi noir sur case noire h8 · Dame noire sur case noire d2 · Cavalier blanc sur case noire h2 · Roi blanc sur case noire a1 · Tour blanche sur case blanche h1 | Roi noir sur case noire h8 · Dame noire sur case noire d2 · Cavalier blanc sur case noire h2 · Roi blanc sur case noire a1 · Tour blanche sur case blanche h1 | Roi noir sur case noire h8 · Dame noire sur case noire d2 · Cavalier blanc sur case noire h2 · Roi blanc sur case noire a1 · Tour blanche sur case blanche h1 | Roi noir sur case noire h8 · Dame noire sur case noire d2 · Cavalier blanc sur case noire h2 · Roi blanc sur case noire a1 · Tour blanche sur case blanche h1 | Roi noir sur case noire h8 · Dame noire sur case noire d2 · Cavalier blanc sur case noire h2 · Roi blanc sur case noire a1 · Tour blanche sur case blanche h1 | Roi noir sur case noire h8 · Dame noire sur case noire d2 · Cavalier blanc sur case noire h2 · Roi blanc sur case noire a1 · Tour blanche sur case blanche h1 | 3 |
| 2 | Roi noir sur case noire h8 · Dame noire sur case noire d2 · Cavalier blanc sur case noire h2 · Roi blanc sur case noire a1 · Tour blanche sur case blanche h1 | Roi noir sur case noire h8 · Dame noire sur case noire d2 · Cavalier blanc sur case noire h2 · Roi blanc sur case noire a1 · Tour blanche sur case blanche h1 | Roi noir sur case noire h8 · Dame noire sur case noire d2 · Cavalier blanc sur case noire h2 · Roi blanc sur case noire a1 · Tour blanche sur case blanche h1 | Roi noir sur case noire h8 · Dame noire sur case noire d2 · Cavalier blanc sur case noire h2 · Roi blanc sur case noire a1 · Tour blanche sur case blanche h1 | Roi noir sur case noire h8 · Dame noire sur case noire d2 · Cavalier blanc sur case noire h2 · Roi blanc sur case noire a1 · Tour blanche sur case blanche h1 | Roi noir sur case noire h8 · Dame noire sur case noire d2 · Cavalier blanc sur case noire h2 · Roi blanc sur case noire a1 · Tour blanche sur case blanche h1 | Roi noir sur case noire h8 · Dame noire sur case noire d2 · Cavalier blanc sur case noire h2 · Roi blanc sur case noire a1 · Tour blanche sur case blanche h1 | Roi noir sur case noire h8 · Dame noire sur case noire d2 · Cavalier blanc sur case noire h2 · Roi blanc sur case noire a1 · Tour blanche sur case blanche h1 | 2 |
| 1 | Roi noir sur case noire h8 · Dame noire sur case noire d2 · Cavalier blanc sur case noire h2 · Roi blanc sur case noire a1 · Tour blanche sur case blanche h1 | Roi noir sur case noire h8 · Dame noire sur case noire d2 · Cavalier blanc sur case noire h2 · Roi blanc sur case noire a1 · Tour blanche sur case blanche h1 | Roi noir sur case noire h8 · Dame noire sur case noire d2 · Cavalier blanc sur case noire h2 · Roi blanc sur case noire a1 · Tour blanche sur case blanche h1 | Roi noir sur case noire h8 · Dame noire sur case noire d2 · Cavalier blanc sur case noire h2 · Roi blanc sur case noire a1 · Tour blanche sur case blanche h1 | Roi noir sur case noire h8 · Dame noire sur case noire d2 · Cavalier blanc sur case noire h2 · Roi blanc sur case noire a1 · Tour blanche sur case blanche h1 | Roi noir sur case noire h8 · Dame noire sur case noire d2 · Cavalier blanc sur case noire h2 · Roi blanc sur case noire a1 · Tour blanche sur case blanche h1 | Roi noir sur case noire h8 · Dame noire sur case noire d2 · Cavalier blanc sur case noire h2 · Roi blanc sur case noire a1 · Tour blanche sur case blanche h1 | Roi noir sur case noire h8 · Dame noire sur case noire d2 · Cavalier blanc sur case noire h2 · Roi blanc sur case noire a1 · Tour blanche sur case blanche h1 | 1 |
|   | a | b | c | d | e | f | g | h |   |

Deux définitions existent :
- Certains auteurs d'échecs limitent la batterie à « un arrangement de deux pièces sur la même ligne (soit une rangée, soit une colonne, soit une diagonale) que le roi adverse (et du même côté) tel que, si la pièce du milieu bouge, un échec à la découverte sera infligé[1].
- Cependant, dans les blogs de Chessgames.com et les annotations de parties d'autres sites d'échecs, le terme est également utilisé dans les cas où le déplacement de la pièce du milieu révélera une menace autre qu'un échec le long de la ligne[2].

Dans le diagramme ci-contre, le coup Cf3+d. permet à la fois au cavalier d'attaquer la dame et à la tour d'attaquer le roi par échec à la découverte.
Il s'agit de la première définition. Selon la deuxième définition (qui paraît plus courante à notre époque[Interprétation personnelle ?]), il n'est pas nécessaire que la pièce attaquée par attaque à la découverte soit un roi.

## Canon d'Alekhine
Canon d'Alekhine (position après 26. Dc1)
|   | a | b | c | d | e | f | g | h |   |
| 8 | Tour noire sur case noire b8 · Roi noir sur case noire f8 · Pion noir sur case noire a7 · Tour noire sur case noire c7 · Dame noire sur case blanche d7 · Cavalier noir sur case noire e7 · Pion noir sur case noire g7 · Pion blanc sur case blanche a6 · Pion noir sur case noire b6 · Cavalier noir sur case blanche c6 · Pion noir sur case blanche e6 · Pion noir sur case noire h6 · Fou blanc sur case blanche b5 · Pion noir sur case blanche d5 · Pion blanc sur case noire e5 · Pion noir sur case blanche f5 · Pion blanc sur case noire b4 · Pion blanc sur case noire d4 · Pion blanc sur case noire f4 · Tour blanche sur case noire c3 · Cavalier blanc sur case blanche f3 · Tour blanche sur case blanche c2 · Pion blanc sur case blanche g2 · Pion blanc sur case noire h2 · Dame blanche sur case noire c1 · Roi blanc sur case noire g1 | Tour noire sur case noire b8 · Roi noir sur case noire f8 · Pion noir sur case noire a7 · Tour noire sur case noire c7 · Dame noire sur case blanche d7 · Cavalier noir sur case noire e7 · Pion noir sur case noire g7 · Pion blanc sur case blanche a6 · Pion noir sur case noire b6 · Cavalier noir sur case blanche c6 · Pion noir sur case blanche e6 · Pion noir sur case noire h6 · Fou blanc sur case blanche b5 · Pion noir sur case blanche d5 · Pion blanc sur case noire e5 · Pion noir sur case blanche f5 · Pion blanc sur case noire b4 · Pion blanc sur case noire d4 · Pion blanc sur case noire f4 · Tour blanche sur case noire c3 · Cavalier blanc sur case blanche f3 · Tour blanche sur case blanche c2 · Pion blanc sur case blanche g2 · Pion blanc sur case noire h2 · Dame blanche sur case noire c1 · Roi blanc sur case noire g1 | Tour noire sur case noire b8 · Roi noir sur case noire f8 · Pion noir sur case noire a7 · Tour noire sur case noire c7 · Dame noire sur case blanche d7 · Cavalier noir sur case noire e7 · Pion noir sur case noire g7 · Pion blanc sur case blanche a6 · Pion noir sur case noire b6 · Cavalier noir sur case blanche c6 · Pion noir sur case blanche e6 · Pion noir sur case noire h6 · Fou blanc sur case blanche b5 · Pion noir sur case blanche d5 · Pion blanc sur case noire e5 · Pion noir sur case blanche f5 · Pion blanc sur case noire b4 · Pion blanc sur case noire d4 · Pion blanc sur case noire f4 · Tour blanche sur case noire c3 · Cavalier blanc sur case blanche f3 · Tour blanche sur case blanche c2 · Pion blanc sur case blanche g2 · Pion blanc sur case noire h2 · Dame blanche sur case noire c1 · Roi blanc sur case noire g1 | Tour noire sur case noire b8 · Roi noir sur case noire f8 · Pion noir sur case noire a7 · Tour noire sur case noire c7 · Dame noire sur case blanche d7 · Cavalier noir sur case noire e7 · Pion noir sur case noire g7 · Pion blanc sur case blanche a6 · Pion noir sur case noire b6 · Cavalier noir sur case blanche c6 · Pion noir sur case blanche e6 · Pion noir sur case noire h6 · Fou blanc sur case blanche b5 · Pion noir sur case blanche d5 · Pion blanc sur case noire e5 · Pion noir sur case blanche f5 · Pion blanc sur case noire b4 · Pion blanc sur case noire d4 · Pion blanc sur case noire f4 · Tour blanche sur case noire c3 · Cavalier blanc sur case blanche f3 · Tour blanche sur case blanche c2 · Pion blanc sur case blanche g2 · Pion blanc sur case noire h2 · Dame blanche sur case noire c1 · Roi blanc sur case noire g1 | Tour noire sur case noire b8 · Roi noir sur case noire f8 · Pion noir sur case noire a7 · Tour noire sur case noire c7 · Dame noire sur case blanche d7 · Cavalier noir sur case noire e7 · Pion noir sur case noire g7 · Pion blanc sur case blanche a6 · Pion noir sur case noire b6 · Cavalier noir sur case blanche c6 · Pion noir sur case blanche e6 · Pion noir sur case noire h6 · Fou blanc sur case blanche b5 · Pion noir sur case blanche d5 · Pion blanc sur case noire e5 · Pion noir sur case blanche f5 · Pion blanc sur case noire b4 · Pion blanc sur case noire d4 · Pion blanc sur case noire f4 · Tour blanche sur case noire c3 · Cavalier blanc sur case blanche f3 · Tour blanche sur case blanche c2 · Pion blanc sur case blanche g2 · Pion blanc sur case noire h2 · Dame blanche sur case noire c1 · Roi blanc sur case noire g1 | Tour noire sur case noire b8 · Roi noir sur case noire f8 · Pion noir sur case noire a7 · Tour noire sur case noire c7 · Dame noire sur case blanche d7 · Cavalier noir sur case noire e7 · Pion noir sur case noire g7 · Pion blanc sur case blanche a6 · Pion noir sur case noire b6 · Cavalier noir sur case blanche c6 · Pion noir sur case blanche e6 · Pion noir sur case noire h6 · Fou blanc sur case blanche b5 · Pion noir sur case blanche d5 · Pion blanc sur case noire e5 · Pion noir sur case blanche f5 · Pion blanc sur case noire b4 · Pion blanc sur case noire d4 · Pion blanc sur case noire f4 · Tour blanche sur case noire c3 · Cavalier blanc sur case blanche f3 · Tour blanche sur case blanche c2 · Pion blanc sur case blanche g2 · Pion blanc sur case noire h2 · Dame blanche sur case noire c1 · Roi blanc sur case noire g1 | Tour noire sur case noire b8 · Roi noir sur case noire f8 · Pion noir sur case noire a7 · Tour noire sur case noire c7 · Dame noire sur case blanche d7 · Cavalier noir sur case noire e7 · Pion noir sur case noire g7 · Pion blanc sur case blanche a6 · Pion noir sur case noire b6 · Cavalier noir sur case blanche c6 · Pion noir sur case blanche e6 · Pion noir sur case noire h6 · Fou blanc sur case blanche b5 · Pion noir sur case blanche d5 · Pion blanc sur case noire e5 · Pion noir sur case blanche f5 · Pion blanc sur case noire b4 · Pion blanc sur case noire d4 · Pion blanc sur case noire f4 · Tour blanche sur case noire c3 · Cavalier blanc sur case blanche f3 · Tour blanche sur case blanche c2 · Pion blanc sur case blanche g2 · Pion blanc sur case noire h2 · Dame blanche sur case noire c1 · Roi blanc sur case noire g1 | Tour noire sur case noire b8 · Roi noir sur case noire f8 · Pion noir sur case noire a7 · Tour noire sur case noire c7 · Dame noire sur case blanche d7 · Cavalier noir sur case noire e7 · Pion noir sur case noire g7 · Pion blanc sur case blanche a6 · Pion noir sur case noire b6 · Cavalier noir sur case blanche c6 · Pion noir sur case blanche e6 · Pion noir sur case noire h6 · Fou blanc sur case blanche b5 · Pion noir sur case blanche d5 · Pion blanc sur case noire e5 · Pion noir sur case blanche f5 · Pion blanc sur case noire b4 · Pion blanc sur case noire d4 · Pion blanc sur case noire f4 · Tour blanche sur case noire c3 · Cavalier blanc sur case blanche f3 · Tour blanche sur case blanche c2 · Pion blanc sur case blanche g2 · Pion blanc sur case noire h2 · Dame blanche sur case noire c1 · Roi blanc sur case noire g1 | 8 |
| 7 | Tour noire sur case noire b8 · Roi noir sur case noire f8 · Pion noir sur case noire a7 · Tour noire sur case noire c7 · Dame noire sur case blanche d7 · Cavalier noir sur case noire e7 · Pion noir sur case noire g7 · Pion blanc sur case blanche a6 · Pion noir sur case noire b6 · Cavalier noir sur case blanche c6 · Pion noir sur case blanche e6 · Pion noir sur case noire h6 · Fou blanc sur case blanche b5 · Pion noir sur case blanche d5 · Pion blanc sur case noire e5 · Pion noir sur case blanche f5 · Pion blanc sur case noire b4 · Pion blanc sur case noire d4 · Pion blanc sur case noire f4 · Tour blanche sur case noire c3 · Cavalier blanc sur case blanche f3 · Tour blanche sur case blanche c2 · Pion blanc sur case blanche g2 · Pion blanc sur case noire h2 · Dame blanche sur case noire c1 · Roi blanc sur case noire g1 | Tour noire sur case noire b8 · Roi noir sur case noire f8 · Pion noir sur case noire a7 · Tour noire sur case noire c7 · Dame noire sur case blanche d7 · Cavalier noir sur case noire e7 · Pion noir sur case noire g7 · Pion blanc sur case blanche a6 · Pion noir sur case noire b6 · Cavalier noir sur case blanche c6 · Pion noir sur case blanche e6 · Pion noir sur case noire h6 · Fou blanc sur case blanche b5 · Pion noir sur case blanche d5 · Pion blanc sur case noire e5 · Pion noir sur case blanche f5 · Pion blanc sur case noire b4 · Pion blanc sur case noire d4 · Pion blanc sur case noire f4 · Tour blanche sur case noire c3 · Cavalier blanc sur case blanche f3 · Tour blanche sur case blanche c2 · Pion blanc sur case blanche g2 · Pion blanc sur case noire h2 · Dame blanche sur case noire c1 · Roi blanc sur case noire g1 | Tour noire sur case noire b8 · Roi noir sur case noire f8 · Pion noir sur case noire a7 · Tour noire sur case noire c7 · Dame noire sur case blanche d7 · Cavalier noir sur case noire e7 · Pion noir sur case noire g7 · Pion blanc sur case blanche a6 · Pion noir sur case noire b6 · Cavalier noir sur case blanche c6 · Pion noir sur case blanche e6 · Pion noir sur case noire h6 · Fou blanc sur case blanche b5 · Pion noir sur case blanche d5 · Pion blanc sur case noire e5 · Pion noir sur case blanche f5 · Pion blanc sur case noire b4 · Pion blanc sur case noire d4 · Pion blanc sur case noire f4 · Tour blanche sur case noire c3 · Cavalier blanc sur case blanche f3 · Tour blanche sur case blanche c2 · Pion blanc sur case blanche g2 · Pion blanc sur case noire h2 · Dame blanche sur case noire c1 · Roi blanc sur case noire g1 | Tour noire sur case noire b8 · Roi noir sur case noire f8 · Pion noir sur case noire a7 · Tour noire sur case noire c7 · Dame noire sur case blanche d7 · Cavalier noir sur case noire e7 · Pion noir sur case noire g7 · Pion blanc sur case blanche a6 · Pion noir sur case noire b6 · Cavalier noir sur case blanche c6 · Pion noir sur case blanche e6 · Pion noir sur case noire h6 · Fou blanc sur case blanche b5 · Pion noir sur case blanche d5 · Pion blanc sur case noire e5 · Pion noir sur case blanche f5 · Pion blanc sur case noire b4 · Pion blanc sur case noire d4 · Pion blanc sur case noire f4 · Tour blanche sur case noire c3 · Cavalier blanc sur case blanche f3 · Tour blanche sur case blanche c2 · Pion blanc sur case blanche g2 · Pion blanc sur case noire h2 · Dame blanche sur case noire c1 · Roi blanc sur case noire g1 | Tour noire sur case noire b8 · Roi noir sur case noire f8 · Pion noir sur case noire a7 · Tour noire sur case noire c7 · Dame noire sur case blanche d7 · Cavalier noir sur case noire e7 · Pion noir sur case noire g7 · Pion blanc sur case blanche a6 · Pion noir sur case noire b6 · Cavalier noir sur case blanche c6 · Pion noir sur case blanche e6 · Pion noir sur case noire h6 · Fou blanc sur case blanche b5 · Pion noir sur case blanche d5 · Pion blanc sur case noire e5 · Pion noir sur case blanche f5 · Pion blanc sur case noire b4 · Pion blanc sur case noire d4 · Pion blanc sur case noire f4 · Tour blanche sur case noire c3 · Cavalier blanc sur case blanche f3 · Tour blanche sur case blanche c2 · Pion blanc sur case blanche g2 · Pion blanc sur case noire h2 · Dame blanche sur case noire c1 · Roi blanc sur case noire g1 | Tour noire sur case noire b8 · Roi noir sur case noire f8 · Pion noir sur case noire a7 · Tour noire sur case noire c7 · Dame noire sur case blanche d7 · Cavalier noir sur case noire e7 · Pion noir sur case noire g7 · Pion blanc sur case blanche a6 · Pion noir sur case noire b6 · Cavalier noir sur case blanche c6 · Pion noir sur case blanche e6 · Pion noir sur case noire h6 · Fou blanc sur case blanche b5 · Pion noir sur case blanche d5 · Pion blanc sur case noire e5 · Pion noir sur case blanche f5 · Pion blanc sur case noire b4 · Pion blanc sur case noire d4 · Pion blanc sur case noire f4 · Tour blanche sur case noire c3 · Cavalier blanc sur case blanche f3 · Tour blanche sur case blanche c2 · Pion blanc sur case blanche g2 · Pion blanc sur case noire h2 · Dame blanche sur case noire c1 · Roi blanc sur case noire g1 | Tour noire sur case noire b8 · Roi noir sur case noire f8 · Pion noir sur case noire a7 · Tour noire sur case noire c7 · Dame noire sur case blanche d7 · Cavalier noir sur case noire e7 · Pion noir sur case noire g7 · Pion blanc sur case blanche a6 · Pion noir sur case noire b6 · Cavalier noir sur case blanche c6 · Pion noir sur case blanche e6 · Pion noir sur case noire h6 · Fou blanc sur case blanche b5 · Pion noir sur case blanche d5 · Pion blanc sur case noire e5 · Pion noir sur case blanche f5 · Pion blanc sur case noire b4 · Pion blanc sur case noire d4 · Pion blanc sur case noire f4 · Tour blanche sur case noire c3 · Cavalier blanc sur case blanche f3 · Tour blanche sur case blanche c2 · Pion blanc sur case blanche g2 · Pion blanc sur case noire h2 · Dame blanche sur case noire c1 · Roi blanc sur case noire g1 | Tour noire sur case noire b8 · Roi noir sur case noire f8 · Pion noir sur case noire a7 · Tour noire sur case noire c7 · Dame noire sur case blanche d7 · Cavalier noir sur case noire e7 · Pion noir sur case noire g7 · Pion blanc sur case blanche a6 · Pion noir sur case noire b6 · Cavalier noir sur case blanche c6 · Pion noir sur case blanche e6 · Pion noir sur case noire h6 · Fou blanc sur case blanche b5 · Pion noir sur case blanche d5 · Pion blanc sur case noire e5 · Pion noir sur case blanche f5 · Pion blanc sur case noire b4 · Pion blanc sur case noire d4 · Pion blanc sur case noire f4 · Tour blanche sur case noire c3 · Cavalier blanc sur case blanche f3 · Tour blanche sur case blanche c2 · Pion blanc sur case blanche g2 · Pion blanc sur case noire h2 · Dame blanche sur case noire c1 · Roi blanc sur case noire g1 | 7 |
| 6 | Tour noire sur case noire b8 · Roi noir sur case noire f8 · Pion noir sur case noire a7 · Tour noire sur case noire c7 · Dame noire sur case blanche d7 · Cavalier noir sur case noire e7 · Pion noir sur case noire g7 · Pion blanc sur case blanche a6 · Pion noir sur case noire b6 · Cavalier noir sur case blanche c6 · Pion noir sur case blanche e6 · Pion noir sur case noire h6 · Fou blanc sur case blanche b5 · Pion noir sur case blanche d5 · Pion blanc sur case noire e5 · Pion noir sur case blanche f5 · Pion blanc sur case noire b4 · Pion blanc sur case noire d4 · Pion blanc sur case noire f4 · Tour blanche sur case noire c3 · Cavalier blanc sur case blanche f3 · Tour blanche sur case blanche c2 · Pion blanc sur case blanche g2 · Pion blanc sur case noire h2 · Dame blanche sur case noire c1 · Roi blanc sur case noire g1 | Tour noire sur case noire b8 · Roi noir sur case noire f8 · Pion noir sur case noire a7 · Tour noire sur case noire c7 · Dame noire sur case blanche d7 · Cavalier noir sur case noire e7 · Pion noir sur case noire g7 · Pion blanc sur case blanche a6 · Pion noir sur case noire b6 · Cavalier noir sur case blanche c6 · Pion noir sur case blanche e6 · Pion noir sur case noire h6 · Fou blanc sur case blanche b5 · Pion noir sur case blanche d5 · Pion blanc sur case noire e5 · Pion noir sur case blanche f5 · Pion blanc sur case noire b4 · Pion blanc sur case noire d4 · Pion blanc sur case noire f4 · Tour blanche sur case noire c3 · Cavalier blanc sur case blanche f3 · Tour blanche sur case blanche c2 · Pion blanc sur case blanche g2 · Pion blanc sur case noire h2 · Dame blanche sur case noire c1 · Roi blanc sur case noire g1 | Tour noire sur case noire b8 · Roi noir sur case noire f8 · Pion noir sur case noire a7 · Tour noire sur case noire c7 · Dame noire sur case blanche d7 · Cavalier noir sur case noire e7 · Pion noir sur case noire g7 · Pion blanc sur case blanche a6 · Pion noir sur case noire b6 · Cavalier noir sur case blanche c6 · Pion noir sur case blanche e6 · Pion noir sur case noire h6 · Fou blanc sur case blanche b5 · Pion noir sur case blanche d5 · Pion blanc sur case noire e5 · Pion noir sur case blanche f5 · Pion blanc sur case noire b4 · Pion blanc sur case noire d4 · Pion blanc sur case noire f4 · Tour blanche sur case noire c3 · Cavalier blanc sur case blanche f3 · Tour blanche sur case blanche c2 · Pion blanc sur case blanche g2 · Pion blanc sur case noire h2 · Dame blanche sur case noire c1 · Roi blanc sur case noire g1 | Tour noire sur case noire b8 · Roi noir sur case noire f8 · Pion noir sur case noire a7 · Tour noire sur case noire c7 · Dame noire sur case blanche d7 · Cavalier noir sur case noire e7 · Pion noir sur case noire g7 · Pion blanc sur case blanche a6 · Pion noir sur case noire b6 · Cavalier noir sur case blanche c6 · Pion noir sur case blanche e6 · Pion noir sur case noire h6 · Fou blanc sur case blanche b5 · Pion noir sur case blanche d5 · Pion blanc sur case noire e5 · Pion noir sur case blanche f5 · Pion blanc sur case noire b4 · Pion blanc sur case noire d4 · Pion blanc sur case noire f4 · Tour blanche sur case noire c3 · Cavalier blanc sur case blanche f3 · Tour blanche sur case blanche c2 · Pion blanc sur case blanche g2 · Pion blanc sur case noire h2 · Dame blanche sur case noire c1 · Roi blanc sur case noire g1 | Tour noire sur case noire b8 · Roi noir sur case noire f8 · Pion noir sur case noire a7 · Tour noire sur case noire c7 · Dame noire sur case blanche d7 · Cavalier noir sur case noire e7 · Pion noir sur case noire g7 · Pion blanc sur case blanche a6 · Pion noir sur case noire b6 · Cavalier noir sur case blanche c6 · Pion noir sur case blanche e6 · Pion noir sur case noire h6 · Fou blanc sur case blanche b5 · Pion noir sur case blanche d5 · Pion blanc sur case noire e5 · Pion noir sur case blanche f5 · Pion blanc sur case noire b4 · Pion blanc sur case noire d4 · Pion blanc sur case noire f4 · Tour blanche sur case noire c3 · Cavalier blanc sur case blanche f3 · Tour blanche sur case blanche c2 · Pion blanc sur case blanche g2 · Pion blanc sur case noire h2 · Dame blanche sur case noire c1 · Roi blanc sur case noire g1 | Tour noire sur case noire b8 · Roi noir sur case noire f8 · Pion noir sur case noire a7 · Tour noire sur case noire c7 · Dame noire sur case blanche d7 · Cavalier noir sur case noire e7 · Pion noir sur case noire g7 · Pion blanc sur case blanche a6 · Pion noir sur case noire b6 · Cavalier noir sur case blanche c6 · Pion noir sur case blanche e6 · Pion noir sur case noire h6 · Fou blanc sur case blanche b5 · Pion noir sur case blanche d5 · Pion blanc sur case noire e5 · Pion noir sur case blanche f5 · Pion blanc sur case noire b4 · Pion blanc sur case noire d4 · Pion blanc sur case noire f4 · Tour blanche sur case noire c3 · Cavalier blanc sur case blanche f3 · Tour blanche sur case blanche c2 · Pion blanc sur case blanche g2 · Pion blanc sur case noire h2 · Dame blanche sur case noire c1 · Roi blanc sur case noire g1 | Tour noire sur case noire b8 · Roi noir sur case noire f8 · Pion noir sur case noire a7 · Tour noire sur case noire c7 · Dame noire sur case blanche d7 · Cavalier noir sur case noire e7 · Pion noir sur case noire g7 · Pion blanc sur case blanche a6 · Pion noir sur case noire b6 · Cavalier noir sur case blanche c6 · Pion noir sur case blanche e6 · Pion noir sur case noire h6 · Fou blanc sur case blanche b5 · Pion noir sur case blanche d5 · Pion blanc sur case noire e5 · Pion noir sur case blanche f5 · Pion blanc sur case noire b4 · Pion blanc sur case noire d4 · Pion blanc sur case noire f4 · Tour blanche sur case noire c3 · Cavalier blanc sur case blanche f3 · Tour blanche sur case blanche c2 · Pion blanc sur case blanche g2 · Pion blanc sur case noire h2 · Dame blanche sur case noire c1 · Roi blanc sur case noire g1 | Tour noire sur case noire b8 · Roi noir sur case noire f8 · Pion noir sur case noire a7 · Tour noire sur case noire c7 · Dame noire sur case blanche d7 · Cavalier noir sur case noire e7 · Pion noir sur case noire g7 · Pion blanc sur case blanche a6 · Pion noir sur case noire b6 · Cavalier noir sur case blanche c6 · Pion noir sur case blanche e6 · Pion noir sur case noire h6 · Fou blanc sur case blanche b5 · Pion noir sur case blanche d5 · Pion blanc sur case noire e5 · Pion noir sur case blanche f5 · Pion blanc sur case noire b4 · Pion blanc sur case noire d4 · Pion blanc sur case noire f4 · Tour blanche sur case noire c3 · Cavalier blanc sur case blanche f3 · Tour blanche sur case blanche c2 · Pion blanc sur case blanche g2 · Pion blanc sur case noire h2 · Dame blanche sur case noire c1 · Roi blanc sur case noire g1 | 6 |
| 5 | Tour noire sur case noire b8 · Roi noir sur case noire f8 · Pion noir sur case noire a7 · Tour noire sur case noire c7 · Dame noire sur case blanche d7 · Cavalier noir sur case noire e7 · Pion noir sur case noire g7 · Pion blanc sur case blanche a6 · Pion noir sur case noire b6 · Cavalier noir sur case blanche c6 · Pion noir sur case blanche e6 · Pion noir sur case noire h6 · Fou blanc sur case blanche b5 · Pion noir sur case blanche d5 · Pion blanc sur case noire e5 · Pion noir sur case blanche f5 · Pion blanc sur case noire b4 · Pion blanc sur case noire d4 · Pion blanc sur case noire f4 · Tour blanche sur case noire c3 · Cavalier blanc sur case blanche f3 · Tour blanche sur case blanche c2 · Pion blanc sur case blanche g2 · Pion blanc sur case noire h2 · Dame blanche sur case noire c1 · Roi blanc sur case noire g1 | Tour noire sur case noire b8 · Roi noir sur case noire f8 · Pion noir sur case noire a7 · Tour noire sur case noire c7 · Dame noire sur case blanche d7 · Cavalier noir sur case noire e7 · Pion noir sur case noire g7 · Pion blanc sur case blanche a6 · Pion noir sur case noire b6 · Cavalier noir sur case blanche c6 · Pion noir sur case blanche e6 · Pion noir sur case noire h6 · Fou blanc sur case blanche b5 · Pion noir sur case blanche d5 · Pion blanc sur case noire e5 · Pion noir sur case blanche f5 · Pion blanc sur case noire b4 · Pion blanc sur case noire d4 · Pion blanc sur case noire f4 · Tour blanche sur case noire c3 · Cavalier blanc sur case blanche f3 · Tour blanche sur case blanche c2 · Pion blanc sur case blanche g2 · Pion blanc sur case noire h2 · Dame blanche sur case noire c1 · Roi blanc sur case noire g1 | Tour noire sur case noire b8 · Roi noir sur case noire f8 · Pion noir sur case noire a7 · Tour noire sur case noire c7 · Dame noire sur case blanche d7 · Cavalier noir sur case noire e7 · Pion noir sur case noire g7 · Pion blanc sur case blanche a6 · Pion noir sur case noire b6 · Cavalier noir sur case blanche c6 · Pion noir sur case blanche e6 · Pion noir sur case noire h6 · Fou blanc sur case blanche b5 · Pion noir sur case blanche d5 · Pion blanc sur case noire e5 · Pion noir sur case blanche f5 · Pion blanc sur case noire b4 · Pion blanc sur case noire d4 · Pion blanc sur case noire f4 · Tour blanche sur case noire c3 · Cavalier blanc sur case blanche f3 · Tour blanche sur case blanche c2 · Pion blanc sur case blanche g2 · Pion blanc sur case noire h2 · Dame blanche sur case noire c1 · Roi blanc sur case noire g1 | Tour noire sur case noire b8 · Roi noir sur case noire f8 · Pion noir sur case noire a7 · Tour noire sur case noire c7 · Dame noire sur case blanche d7 · Cavalier noir sur case noire e7 · Pion noir sur case noire g7 · Pion blanc sur case blanche a6 · Pion noir sur case noire b6 · Cavalier noir sur case blanche c6 · Pion noir sur case blanche e6 · Pion noir sur case noire h6 · Fou blanc sur case blanche b5 · Pion noir sur case blanche d5 · Pion blanc sur case noire e5 · Pion noir sur case blanche f5 · Pion blanc sur case noire b4 · Pion blanc sur case noire d4 · Pion blanc sur case noire f4 · Tour blanche sur case noire c3 · Cavalier blanc sur case blanche f3 · Tour blanche sur case blanche c2 · Pion blanc sur case blanche g2 · Pion blanc sur case noire h2 · Dame blanche sur case noire c1 · Roi blanc sur case noire g1 | Tour noire sur case noire b8 · Roi noir sur case noire f8 · Pion noir sur case noire a7 · Tour noire sur case noire c7 · Dame noire sur case blanche d7 · Cavalier noir sur case noire e7 · Pion noir sur case noire g7 · Pion blanc sur case blanche a6 · Pion noir sur case noire b6 · Cavalier noir sur case blanche c6 · Pion noir sur case blanche e6 · Pion noir sur case noire h6 · Fou blanc sur case blanche b5 · Pion noir sur case blanche d5 · Pion blanc sur case noire e5 · Pion noir sur case blanche f5 · Pion blanc sur case noire b4 · Pion blanc sur case noire d4 · Pion blanc sur case noire f4 · Tour blanche sur case noire c3 · Cavalier blanc sur case blanche f3 · Tour blanche sur case blanche c2 · Pion blanc sur case blanche g2 · Pion blanc sur case noire h2 · Dame blanche sur case noire c1 · Roi blanc sur case noire g1 | Tour noire sur case noire b8 · Roi noir sur case noire f8 · Pion noir sur case noire a7 · Tour noire sur case noire c7 · Dame noire sur case blanche d7 · Cavalier noir sur case noire e7 · Pion noir sur case noire g7 · Pion blanc sur case blanche a6 · Pion noir sur case noire b6 · Cavalier noir sur case blanche c6 · Pion noir sur case blanche e6 · Pion noir sur case noire h6 · Fou blanc sur case blanche b5 · Pion noir sur case blanche d5 · Pion blanc sur case noire e5 · Pion noir sur case blanche f5 · Pion blanc sur case noire b4 · Pion blanc sur case noire d4 · Pion blanc sur case noire f4 · Tour blanche sur case noire c3 · Cavalier blanc sur case blanche f3 · Tour blanche sur case blanche c2 · Pion blanc sur case blanche g2 · Pion blanc sur case noire h2 · Dame blanche sur case noire c1 · Roi blanc sur case noire g1 | Tour noire sur case noire b8 · Roi noir sur case noire f8 · Pion noir sur case noire a7 · Tour noire sur case noire c7 · Dame noire sur case blanche d7 · Cavalier noir sur case noire e7 · Pion noir sur case noire g7 · Pion blanc sur case blanche a6 · Pion noir sur case noire b6 · Cavalier noir sur case blanche c6 · Pion noir sur case blanche e6 · Pion noir sur case noire h6 · Fou blanc sur case blanche b5 · Pion noir sur case blanche d5 · Pion blanc sur case noire e5 · Pion noir sur case blanche f5 · Pion blanc sur case noire b4 · Pion blanc sur case noire d4 · Pion blanc sur case noire f4 · Tour blanche sur case noire c3 · Cavalier blanc sur case blanche f3 · Tour blanche sur case blanche c2 · Pion blanc sur case blanche g2 · Pion blanc sur case noire h2 · Dame blanche sur case noire c1 · Roi blanc sur case noire g1 | Tour noire sur case noire b8 · Roi noir sur case noire f8 · Pion noir sur case noire a7 · Tour noire sur case noire c7 · Dame noire sur case blanche d7 · Cavalier noir sur case noire e7 · Pion noir sur case noire g7 · Pion blanc sur case blanche a6 · Pion noir sur case noire b6 · Cavalier noir sur case blanche c6 · Pion noir sur case blanche e6 · Pion noir sur case noire h6 · Fou blanc sur case blanche b5 · Pion noir sur case blanche d5 · Pion blanc sur case noire e5 · Pion noir sur case blanche f5 · Pion blanc sur case noire b4 · Pion blanc sur case noire d4 · Pion blanc sur case noire f4 · Tour blanche sur case noire c3 · Cavalier blanc sur case blanche f3 · Tour blanche sur case blanche c2 · Pion blanc sur case blanche g2 · Pion blanc sur case noire h2 · Dame blanche sur case noire c1 · Roi blanc sur case noire g1 | 5 |
| 4 | Tour noire sur case noire b8 · Roi noir sur case noire f8 · Pion noir sur case noire a7 · Tour noire sur case noire c7 · Dame noire sur case blanche d7 · Cavalier noir sur case noire e7 · Pion noir sur case noire g7 · Pion blanc sur case blanche a6 · Pion noir sur case noire b6 · Cavalier noir sur case blanche c6 · Pion noir sur case blanche e6 · Pion noir sur case noire h6 · Fou blanc sur case blanche b5 · Pion noir sur case blanche d5 · Pion blanc sur case noire e5 · Pion noir sur case blanche f5 · Pion blanc sur case noire b4 · Pion blanc sur case noire d4 · Pion blanc sur case noire f4 · Tour blanche sur case noire c3 · Cavalier blanc sur case blanche f3 · Tour blanche sur case blanche c2 · Pion blanc sur case blanche g2 · Pion blanc sur case noire h2 · Dame blanche sur case noire c1 · Roi blanc sur case noire g1 | Tour noire sur case noire b8 · Roi noir sur case noire f8 · Pion noir sur case noire a7 · Tour noire sur case noire c7 · Dame noire sur case blanche d7 · Cavalier noir sur case noire e7 · Pion noir sur case noire g7 · Pion blanc sur case blanche a6 · Pion noir sur case noire b6 · Cavalier noir sur case blanche c6 · Pion noir sur case blanche e6 · Pion noir sur case noire h6 · Fou blanc sur case blanche b5 · Pion noir sur case blanche d5 · Pion blanc sur case noire e5 · Pion noir sur case blanche f5 · Pion blanc sur case noire b4 · Pion blanc sur case noire d4 · Pion blanc sur case noire f4 · Tour blanche sur case noire c3 · Cavalier blanc sur case blanche f3 · Tour blanche sur case blanche c2 · Pion blanc sur case blanche g2 · Pion blanc sur case noire h2 · Dame blanche sur case noire c1 · Roi blanc sur case noire g1 | Tour noire sur case noire b8 · Roi noir sur case noire f8 · Pion noir sur case noire a7 · Tour noire sur case noire c7 · Dame noire sur case blanche d7 · Cavalier noir sur case noire e7 · Pion noir sur case noire g7 · Pion blanc sur case blanche a6 · Pion noir sur case noire b6 · Cavalier noir sur case blanche c6 · Pion noir sur case blanche e6 · Pion noir sur case noire h6 · Fou blanc sur case blanche b5 · Pion noir sur case blanche d5 · Pion blanc sur case noire e5 · Pion noir sur case blanche f5 · Pion blanc sur case noire b4 · Pion blanc sur case noire d4 · Pion blanc sur case noire f4 · Tour blanche sur case noire c3 · Cavalier blanc sur case blanche f3 · Tour blanche sur case blanche c2 · Pion blanc sur case blanche g2 · Pion blanc sur case noire h2 · Dame blanche sur case noire c1 · Roi blanc sur case noire g1 | Tour noire sur case noire b8 · Roi noir sur case noire f8 · Pion noir sur case noire a7 · Tour noire sur case noire c7 · Dame noire sur case blanche d7 · Cavalier noir sur case noire e7 · Pion noir sur case noire g7 · Pion blanc sur case blanche a6 · Pion noir sur case noire b6 · Cavalier noir sur case blanche c6 · Pion noir sur case blanche e6 · Pion noir sur case noire h6 · Fou blanc sur case blanche b5 · Pion noir sur case blanche d5 · Pion blanc sur case noire e5 · Pion noir sur case blanche f5 · Pion blanc sur case noire b4 · Pion blanc sur case noire d4 · Pion blanc sur case noire f4 · Tour blanche sur case noire c3 · Cavalier blanc sur case blanche f3 · Tour blanche sur case blanche c2 · Pion blanc sur case blanche g2 · Pion blanc sur case noire h2 · Dame blanche sur case noire c1 · Roi blanc sur case noire g1 | Tour noire sur case noire b8 · Roi noir sur case noire f8 · Pion noir sur case noire a7 · Tour noire sur case noire c7 · Dame noire sur case blanche d7 · Cavalier noir sur case noire e7 · Pion noir sur case noire g7 · Pion blanc sur case blanche a6 · Pion noir sur case noire b6 · Cavalier noir sur case blanche c6 · Pion noir sur case blanche e6 · Pion noir sur case noire h6 · Fou blanc sur case blanche b5 · Pion noir sur case blanche d5 · Pion blanc sur case noire e5 · Pion noir sur case blanche f5 · Pion blanc sur case noire b4 · Pion blanc sur case noire d4 · Pion blanc sur case noire f4 · Tour blanche sur case noire c3 · Cavalier blanc sur case blanche f3 · Tour blanche sur case blanche c2 · Pion blanc sur case blanche g2 · Pion blanc sur case noire h2 · Dame blanche sur case noire c1 · Roi blanc sur case noire g1 | Tour noire sur case noire b8 · Roi noir sur case noire f8 · Pion noir sur case noire a7 · Tour noire sur case noire c7 · Dame noire sur case blanche d7 · Cavalier noir sur case noire e7 · Pion noir sur case noire g7 · Pion blanc sur case blanche a6 · Pion noir sur case noire b6 · Cavalier noir sur case blanche c6 · Pion noir sur case blanche e6 · Pion noir sur case noire h6 · Fou blanc sur case blanche b5 · Pion noir sur case blanche d5 · Pion blanc sur case noire e5 · Pion noir sur case blanche f5 · Pion blanc sur case noire b4 · Pion blanc sur case noire d4 · Pion blanc sur case noire f4 · Tour blanche sur case noire c3 · Cavalier blanc sur case blanche f3 · Tour blanche sur case blanche c2 · Pion blanc sur case blanche g2 · Pion blanc sur case noire h2 · Dame blanche sur case noire c1 · Roi blanc sur case noire g1 | Tour noire sur case noire b8 · Roi noir sur case noire f8 · Pion noir sur case noire a7 · Tour noire sur case noire c7 · Dame noire sur case blanche d7 · Cavalier noir sur case noire e7 · Pion noir sur case noire g7 · Pion blanc sur case blanche a6 · Pion noir sur case noire b6 · Cavalier noir sur case blanche c6 · Pion noir sur case blanche e6 · Pion noir sur case noire h6 · Fou blanc sur case blanche b5 · Pion noir sur case blanche d5 · Pion blanc sur case noire e5 · Pion noir sur case blanche f5 · Pion blanc sur case noire b4 · Pion blanc sur case noire d4 · Pion blanc sur case noire f4 · Tour blanche sur case noire c3 · Cavalier blanc sur case blanche f3 · Tour blanche sur case blanche c2 · Pion blanc sur case blanche g2 · Pion blanc sur case noire h2 · Dame blanche sur case noire c1 · Roi blanc sur case noire g1 | Tour noire sur case noire b8 · Roi noir sur case noire f8 · Pion noir sur case noire a7 · Tour noire sur case noire c7 · Dame noire sur case blanche d7 · Cavalier noir sur case noire e7 · Pion noir sur case noire g7 · Pion blanc sur case blanche a6 · Pion noir sur case noire b6 · Cavalier noir sur case blanche c6 · Pion noir sur case blanche e6 · Pion noir sur case noire h6 · Fou blanc sur case blanche b5 · Pion noir sur case blanche d5 · Pion blanc sur case noire e5 · Pion noir sur case blanche f5 · Pion blanc sur case noire b4 · Pion blanc sur case noire d4 · Pion blanc sur case noire f4 · Tour blanche sur case noire c3 · Cavalier blanc sur case blanche f3 · Tour blanche sur case blanche c2 · Pion blanc sur case blanche g2 · Pion blanc sur case noire h2 · Dame blanche sur case noire c1 · Roi blanc sur case noire g1 | 4 |
| 3 | Tour noire sur case noire b8 · Roi noir sur case noire f8 · Pion noir sur case noire a7 · Tour noire sur case noire c7 · Dame noire sur case blanche d7 · Cavalier noir sur case noire e7 · Pion noir sur case noire g7 · Pion blanc sur case blanche a6 · Pion noir sur case noire b6 · Cavalier noir sur case blanche c6 · Pion noir sur case blanche e6 · Pion noir sur case noire h6 · Fou blanc sur case blanche b5 · Pion noir sur case blanche d5 · Pion blanc sur case noire e5 · Pion noir sur case blanche f5 · Pion blanc sur case noire b4 · Pion blanc sur case noire d4 · Pion blanc sur case noire f4 · Tour blanche sur case noire c3 · Cavalier blanc sur case blanche f3 · Tour blanche sur case blanche c2 · Pion blanc sur case blanche g2 · Pion blanc sur case noire h2 · Dame blanche sur case noire c1 · Roi blanc sur case noire g1 | Tour noire sur case noire b8 · Roi noir sur case noire f8 · Pion noir sur case noire a7 · Tour noire sur case noire c7 · Dame noire sur case blanche d7 · Cavalier noir sur case noire e7 · Pion noir sur case noire g7 · Pion blanc sur case blanche a6 · Pion noir sur case noire b6 · Cavalier noir sur case blanche c6 · Pion noir sur case blanche e6 · Pion noir sur case noire h6 · Fou blanc sur case blanche b5 · Pion noir sur case blanche d5 · Pion blanc sur case noire e5 · Pion noir sur case blanche f5 · Pion blanc sur case noire b4 · Pion blanc sur case noire d4 · Pion blanc sur case noire f4 · Tour blanche sur case noire c3 · Cavalier blanc sur case blanche f3 · Tour blanche sur case blanche c2 · Pion blanc sur case blanche g2 · Pion blanc sur case noire h2 · Dame blanche sur case noire c1 · Roi blanc sur case noire g1 | Tour noire sur case noire b8 · Roi noir sur case noire f8 · Pion noir sur case noire a7 · Tour noire sur case noire c7 · Dame noire sur case blanche d7 · Cavalier noir sur case noire e7 · Pion noir sur case noire g7 · Pion blanc sur case blanche a6 · Pion noir sur case noire b6 · Cavalier noir sur case blanche c6 · Pion noir sur case blanche e6 · Pion noir sur case noire h6 · Fou blanc sur case blanche b5 · Pion noir sur case blanche d5 · Pion blanc sur case noire e5 · Pion noir sur case blanche f5 · Pion blanc sur case noire b4 · Pion blanc sur case noire d4 · Pion blanc sur case noire f4 · Tour blanche sur case noire c3 · Cavalier blanc sur case blanche f3 · Tour blanche sur case blanche c2 · Pion blanc sur case blanche g2 · Pion blanc sur case noire h2 · Dame blanche sur case noire c1 · Roi blanc sur case noire g1 | Tour noire sur case noire b8 · Roi noir sur case noire f8 · Pion noir sur case noire a7 · Tour noire sur case noire c7 · Dame noire sur case blanche d7 · Cavalier noir sur case noire e7 · Pion noir sur case noire g7 · Pion blanc sur case blanche a6 · Pion noir sur case noire b6 · Cavalier noir sur case blanche c6 · Pion noir sur case blanche e6 · Pion noir sur case noire h6 · Fou blanc sur case blanche b5 · Pion noir sur case blanche d5 · Pion blanc sur case noire e5 · Pion noir sur case blanche f5 · Pion blanc sur case noire b4 · Pion blanc sur case noire d4 · Pion blanc sur case noire f4 · Tour blanche sur case noire c3 · Cavalier blanc sur case blanche f3 · Tour blanche sur case blanche c2 · Pion blanc sur case blanche g2 · Pion blanc sur case noire h2 · Dame blanche sur case noire c1 · Roi blanc sur case noire g1 | Tour noire sur case noire b8 · Roi noir sur case noire f8 · Pion noir sur case noire a7 · Tour noire sur case noire c7 · Dame noire sur case blanche d7 · Cavalier noir sur case noire e7 · Pion noir sur case noire g7 · Pion blanc sur case blanche a6 · Pion noir sur case noire b6 · Cavalier noir sur case blanche c6 · Pion noir sur case blanche e6 · Pion noir sur case noire h6 · Fou blanc sur case blanche b5 · Pion noir sur case blanche d5 · Pion blanc sur case noire e5 · Pion noir sur case blanche f5 · Pion blanc sur case noire b4 · Pion blanc sur case noire d4 · Pion blanc sur case noire f4 · Tour blanche sur case noire c3 · Cavalier blanc sur case blanche f3 · Tour blanche sur case blanche c2 · Pion blanc sur case blanche g2 · Pion blanc sur case noire h2 · Dame blanche sur case noire c1 · Roi blanc sur case noire g1 | Tour noire sur case noire b8 · Roi noir sur case noire f8 · Pion noir sur case noire a7 · Tour noire sur case noire c7 · Dame noire sur case blanche d7 · Cavalier noir sur case noire e7 · Pion noir sur case noire g7 · Pion blanc sur case blanche a6 · Pion noir sur case noire b6 · Cavalier noir sur case blanche c6 · Pion noir sur case blanche e6 · Pion noir sur case noire h6 · Fou blanc sur case blanche b5 · Pion noir sur case blanche d5 · Pion blanc sur case noire e5 · Pion noir sur case blanche f5 · Pion blanc sur case noire b4 · Pion blanc sur case noire d4 · Pion blanc sur case noire f4 · Tour blanche sur case noire c3 · Cavalier blanc sur case blanche f3 · Tour blanche sur case blanche c2 · Pion blanc sur case blanche g2 · Pion blanc sur case noire h2 · Dame blanche sur case noire c1 · Roi blanc sur case noire g1 | Tour noire sur case noire b8 · Roi noir sur case noire f8 · Pion noir sur case noire a7 · Tour noire sur case noire c7 · Dame noire sur case blanche d7 · Cavalier noir sur case noire e7 · Pion noir sur case noire g7 · Pion blanc sur case blanche a6 · Pion noir sur case noire b6 · Cavalier noir sur case blanche c6 · Pion noir sur case blanche e6 · Pion noir sur case noire h6 · Fou blanc sur case blanche b5 · Pion noir sur case blanche d5 · Pion blanc sur case noire e5 · Pion noir sur case blanche f5 · Pion blanc sur case noire b4 · Pion blanc sur case noire d4 · Pion blanc sur case noire f4 · Tour blanche sur case noire c3 · Cavalier blanc sur case blanche f3 · Tour blanche sur case blanche c2 · Pion blanc sur case blanche g2 · Pion blanc sur case noire h2 · Dame blanche sur case noire c1 · Roi blanc sur case noire g1 | Tour noire sur case noire b8 · Roi noir sur case noire f8 · Pion noir sur case noire a7 · Tour noire sur case noire c7 · Dame noire sur case blanche d7 · Cavalier noir sur case noire e7 · Pion noir sur case noire g7 · Pion blanc sur case blanche a6 · Pion noir sur case noire b6 · Cavalier noir sur case blanche c6 · Pion noir sur case blanche e6 · Pion noir sur case noire h6 · Fou blanc sur case blanche b5 · Pion noir sur case blanche d5 · Pion blanc sur case noire e5 · Pion noir sur case blanche f5 · Pion blanc sur case noire b4 · Pion blanc sur case noire d4 · Pion blanc sur case noire f4 · Tour blanche sur case noire c3 · Cavalier blanc sur case blanche f3 · Tour blanche sur case blanche c2 · Pion blanc sur case blanche g2 · Pion blanc sur case noire h2 · Dame blanche sur case noire c1 · Roi blanc sur case noire g1 | 3 |
| 2 | Tour noire sur case noire b8 · Roi noir sur case noire f8 · Pion noir sur case noire a7 · Tour noire sur case noire c7 · Dame noire sur case blanche d7 · Cavalier noir sur case noire e7 · Pion noir sur case noire g7 · Pion blanc sur case blanche a6 · Pion noir sur case noire b6 · Cavalier noir sur case blanche c6 · Pion noir sur case blanche e6 · Pion noir sur case noire h6 · Fou blanc sur case blanche b5 · Pion noir sur case blanche d5 · Pion blanc sur case noire e5 · Pion noir sur case blanche f5 · Pion blanc sur case noire b4 · Pion blanc sur case noire d4 · Pion blanc sur case noire f4 · Tour blanche sur case noire c3 · Cavalier blanc sur case blanche f3 · Tour blanche sur case blanche c2 · Pion blanc sur case blanche g2 · Pion blanc sur case noire h2 · Dame blanche sur case noire c1 · Roi blanc sur case noire g1 | Tour noire sur case noire b8 · Roi noir sur case noire f8 · Pion noir sur case noire a7 · Tour noire sur case noire c7 · Dame noire sur case blanche d7 · Cavalier noir sur case noire e7 · Pion noir sur case noire g7 · Pion blanc sur case blanche a6 · Pion noir sur case noire b6 · Cavalier noir sur case blanche c6 · Pion noir sur case blanche e6 · Pion noir sur case noire h6 · Fou blanc sur case blanche b5 · Pion noir sur case blanche d5 · Pion blanc sur case noire e5 · Pion noir sur case blanche f5 · Pion blanc sur case noire b4 · Pion blanc sur case noire d4 · Pion blanc sur case noire f4 · Tour blanche sur case noire c3 · Cavalier blanc sur case blanche f3 · Tour blanche sur case blanche c2 · Pion blanc sur case blanche g2 · Pion blanc sur case noire h2 · Dame blanche sur case noire c1 · Roi blanc sur case noire g1 | Tour noire sur case noire b8 · Roi noir sur case noire f8 · Pion noir sur case noire a7 · Tour noire sur case noire c7 · Dame noire sur case blanche d7 · Cavalier noir sur case noire e7 · Pion noir sur case noire g7 · Pion blanc sur case blanche a6 · Pion noir sur case noire b6 · Cavalier noir sur case blanche c6 · Pion noir sur case blanche e6 · Pion noir sur case noire h6 · Fou blanc sur case blanche b5 · Pion noir sur case blanche d5 · Pion blanc sur case noire e5 · Pion noir sur case blanche f5 · Pion blanc sur case noire b4 · Pion blanc sur case noire d4 · Pion blanc sur case noire f4 · Tour blanche sur case noire c3 · Cavalier blanc sur case blanche f3 · Tour blanche sur case blanche c2 · Pion blanc sur case blanche g2 · Pion blanc sur case noire h2 · Dame blanche sur case noire c1 · Roi blanc sur case noire g1 | Tour noire sur case noire b8 · Roi noir sur case noire f8 · Pion noir sur case noire a7 · Tour noire sur case noire c7 · Dame noire sur case blanche d7 · Cavalier noir sur case noire e7 · Pion noir sur case noire g7 · Pion blanc sur case blanche a6 · Pion noir sur case noire b6 · Cavalier noir sur case blanche c6 · Pion noir sur case blanche e6 · Pion noir sur case noire h6 · Fou blanc sur case blanche b5 · Pion noir sur case blanche d5 · Pion blanc sur case noire e5 · Pion noir sur case blanche f5 · Pion blanc sur case noire b4 · Pion blanc sur case noire d4 · Pion blanc sur case noire f4 · Tour blanche sur case noire c3 · Cavalier blanc sur case blanche f3 · Tour blanche sur case blanche c2 · Pion blanc sur case blanche g2 · Pion blanc sur case noire h2 · Dame blanche sur case noire c1 · Roi blanc sur case noire g1 | Tour noire sur case noire b8 · Roi noir sur case noire f8 · Pion noir sur case noire a7 · Tour noire sur case noire c7 · Dame noire sur case blanche d7 · Cavalier noir sur case noire e7 · Pion noir sur case noire g7 · Pion blanc sur case blanche a6 · Pion noir sur case noire b6 · Cavalier noir sur case blanche c6 · Pion noir sur case blanche e6 · Pion noir sur case noire h6 · Fou blanc sur case blanche b5 · Pion noir sur case blanche d5 · Pion blanc sur case noire e5 · Pion noir sur case blanche f5 · Pion blanc sur case noire b4 · Pion blanc sur case noire d4 · Pion blanc sur case noire f4 · Tour blanche sur case noire c3 · Cavalier blanc sur case blanche f3 · Tour blanche sur case blanche c2 · Pion blanc sur case blanche g2 · Pion blanc sur case noire h2 · Dame blanche sur case noire c1 · Roi blanc sur case noire g1 | Tour noire sur case noire b8 · Roi noir sur case noire f8 · Pion noir sur case noire a7 · Tour noire sur case noire c7 · Dame noire sur case blanche d7 · Cavalier noir sur case noire e7 · Pion noir sur case noire g7 · Pion blanc sur case blanche a6 · Pion noir sur case noire b6 · Cavalier noir sur case blanche c6 · Pion noir sur case blanche e6 · Pion noir sur case noire h6 · Fou blanc sur case blanche b5 · Pion noir sur case blanche d5 · Pion blanc sur case noire e5 · Pion noir sur case blanche f5 · Pion blanc sur case noire b4 · Pion blanc sur case noire d4 · Pion blanc sur case noire f4 · Tour blanche sur case noire c3 · Cavalier blanc sur case blanche f3 · Tour blanche sur case blanche c2 · Pion blanc sur case blanche g2 · Pion blanc sur case noire h2 · Dame blanche sur case noire c1 · Roi blanc sur case noire g1 | Tour noire sur case noire b8 · Roi noir sur case noire f8 · Pion noir sur case noire a7 · Tour noire sur case noire c7 · Dame noire sur case blanche d7 · Cavalier noir sur case noire e7 · Pion noir sur case noire g7 · Pion blanc sur case blanche a6 · Pion noir sur case noire b6 · Cavalier noir sur case blanche c6 · Pion noir sur case blanche e6 · Pion noir sur case noire h6 · Fou blanc sur case blanche b5 · Pion noir sur case blanche d5 · Pion blanc sur case noire e5 · Pion noir sur case blanche f5 · Pion blanc sur case noire b4 · Pion blanc sur case noire d4 · Pion blanc sur case noire f4 · Tour blanche sur case noire c3 · Cavalier blanc sur case blanche f3 · Tour blanche sur case blanche c2 · Pion blanc sur case blanche g2 · Pion blanc sur case noire h2 · Dame blanche sur case noire c1 · Roi blanc sur case noire g1 | Tour noire sur case noire b8 · Roi noir sur case noire f8 · Pion noir sur case noire a7 · Tour noire sur case noire c7 · Dame noire sur case blanche d7 · Cavalier noir sur case noire e7 · Pion noir sur case noire g7 · Pion blanc sur case blanche a6 · Pion noir sur case noire b6 · Cavalier noir sur case blanche c6 · Pion noir sur case blanche e6 · Pion noir sur case noire h6 · Fou blanc sur case blanche b5 · Pion noir sur case blanche d5 · Pion blanc sur case noire e5 · Pion noir sur case blanche f5 · Pion blanc sur case noire b4 · Pion blanc sur case noire d4 · Pion blanc sur case noire f4 · Tour blanche sur case noire c3 · Cavalier blanc sur case blanche f3 · Tour blanche sur case blanche c2 · Pion blanc sur case blanche g2 · Pion blanc sur case noire h2 · Dame blanche sur case noire c1 · Roi blanc sur case noire g1 | 2 |
| 1 | Tour noire sur case noire b8 · Roi noir sur case noire f8 · Pion noir sur case noire a7 · Tour noire sur case noire c7 · Dame noire sur case blanche d7 · Cavalier noir sur case noire e7 · Pion noir sur case noire g7 · Pion blanc sur case blanche a6 · Pion noir sur case noire b6 · Cavalier noir sur case blanche c6 · Pion noir sur case blanche e6 · Pion noir sur case noire h6 · Fou blanc sur case blanche b5 · Pion noir sur case blanche d5 · Pion blanc sur case noire e5 · Pion noir sur case blanche f5 · Pion blanc sur case noire b4 · Pion blanc sur case noire d4 · Pion blanc sur case noire f4 · Tour blanche sur case noire c3 · Cavalier blanc sur case blanche f3 · Tour blanche sur case blanche c2 · Pion blanc sur case blanche g2 · Pion blanc sur case noire h2 · Dame blanche sur case noire c1 · Roi blanc sur case noire g1 | Tour noire sur case noire b8 · Roi noir sur case noire f8 · Pion noir sur case noire a7 · Tour noire sur case noire c7 · Dame noire sur case blanche d7 · Cavalier noir sur case noire e7 · Pion noir sur case noire g7 · Pion blanc sur case blanche a6 · Pion noir sur case noire b6 · Cavalier noir sur case blanche c6 · Pion noir sur case blanche e6 · Pion noir sur case noire h6 · Fou blanc sur case blanche b5 · Pion noir sur case blanche d5 · Pion blanc sur case noire e5 · Pion noir sur case blanche f5 · Pion blanc sur case noire b4 · Pion blanc sur case noire d4 · Pion blanc sur case noire f4 · Tour blanche sur case noire c3 · Cavalier blanc sur case blanche f3 · Tour blanche sur case blanche c2 · Pion blanc sur case blanche g2 · Pion blanc sur case noire h2 · Dame blanche sur case noire c1 · Roi blanc sur case noire g1 | Tour noire sur case noire b8 · Roi noir sur case noire f8 · Pion noir sur case noire a7 · Tour noire sur case noire c7 · Dame noire sur case blanche d7 · Cavalier noir sur case noire e7 · Pion noir sur case noire g7 · Pion blanc sur case blanche a6 · Pion noir sur case noire b6 · Cavalier noir sur case blanche c6 · Pion noir sur case blanche e6 · Pion noir sur case noire h6 · Fou blanc sur case blanche b5 · Pion noir sur case blanche d5 · Pion blanc sur case noire e5 · Pion noir sur case blanche f5 · Pion blanc sur case noire b4 · Pion blanc sur case noire d4 · Pion blanc sur case noire f4 · Tour blanche sur case noire c3 · Cavalier blanc sur case blanche f3 · Tour blanche sur case blanche c2 · Pion blanc sur case blanche g2 · Pion blanc sur case noire h2 · Dame blanche sur case noire c1 · Roi blanc sur case noire g1 | Tour noire sur case noire b8 · Roi noir sur case noire f8 · Pion noir sur case noire a7 · Tour noire sur case noire c7 · Dame noire sur case blanche d7 · Cavalier noir sur case noire e7 · Pion noir sur case noire g7 · Pion blanc sur case blanche a6 · Pion noir sur case noire b6 · Cavalier noir sur case blanche c6 · Pion noir sur case blanche e6 · Pion noir sur case noire h6 · Fou blanc sur case blanche b5 · Pion noir sur case blanche d5 · Pion blanc sur case noire e5 · Pion noir sur case blanche f5 · Pion blanc sur case noire b4 · Pion blanc sur case noire d4 · Pion blanc sur case noire f4 · Tour blanche sur case noire c3 · Cavalier blanc sur case blanche f3 · Tour blanche sur case blanche c2 · Pion blanc sur case blanche g2 · Pion blanc sur case noire h2 · Dame blanche sur case noire c1 · Roi blanc sur case noire g1 | Tour noire sur case noire b8 · Roi noir sur case noire f8 · Pion noir sur case noire a7 · Tour noire sur case noire c7 · Dame noire sur case blanche d7 · Cavalier noir sur case noire e7 · Pion noir sur case noire g7 · Pion blanc sur case blanche a6 · Pion noir sur case noire b6 · Cavalier noir sur case blanche c6 · Pion noir sur case blanche e6 · Pion noir sur case noire h6 · Fou blanc sur case blanche b5 · Pion noir sur case blanche d5 · Pion blanc sur case noire e5 · Pion noir sur case blanche f5 · Pion blanc sur case noire b4 · Pion blanc sur case noire d4 · Pion blanc sur case noire f4 · Tour blanche sur case noire c3 · Cavalier blanc sur case blanche f3 · Tour blanche sur case blanche c2 · Pion blanc sur case blanche g2 · Pion blanc sur case noire h2 · Dame blanche sur case noire c1 · Roi blanc sur case noire g1 | Tour noire sur case noire b8 · Roi noir sur case noire f8 · Pion noir sur case noire a7 · Tour noire sur case noire c7 · Dame noire sur case blanche d7 · Cavalier noir sur case noire e7 · Pion noir sur case noire g7 · Pion blanc sur case blanche a6 · Pion noir sur case noire b6 · Cavalier noir sur case blanche c6 · Pion noir sur case blanche e6 · Pion noir sur case noire h6 · Fou blanc sur case blanche b5 · Pion noir sur case blanche d5 · Pion blanc sur case noire e5 · Pion noir sur case blanche f5 · Pion blanc sur case noire b4 · Pion blanc sur case noire d4 · Pion blanc sur case noire f4 · Tour blanche sur case noire c3 · Cavalier blanc sur case blanche f3 · Tour blanche sur case blanche c2 · Pion blanc sur case blanche g2 · Pion blanc sur case noire h2 · Dame blanche sur case noire c1 · Roi blanc sur case noire g1 | Tour noire sur case noire b8 · Roi noir sur case noire f8 · Pion noir sur case noire a7 · Tour noire sur case noire c7 · Dame noire sur case blanche d7 · Cavalier noir sur case noire e7 · Pion noir sur case noire g7 · Pion blanc sur case blanche a6 · Pion noir sur case noire b6 · Cavalier noir sur case blanche c6 · Pion noir sur case blanche e6 · Pion noir sur case noire h6 · Fou blanc sur case blanche b5 · Pion noir sur case blanche d5 · Pion blanc sur case noire e5 · Pion noir sur case blanche f5 · Pion blanc sur case noire b4 · Pion blanc sur case noire d4 · Pion blanc sur case noire f4 · Tour blanche sur case noire c3 · Cavalier blanc sur case blanche f3 · Tour blanche sur case blanche c2 · Pion blanc sur case blanche g2 · Pion blanc sur case noire h2 · Dame blanche sur case noire c1 · Roi blanc sur case noire g1 | Tour noire sur case noire b8 · Roi noir sur case noire f8 · Pion noir sur case noire a7 · Tour noire sur case noire c7 · Dame noire sur case blanche d7 · Cavalier noir sur case noire e7 · Pion noir sur case noire g7 · Pion blanc sur case blanche a6 · Pion noir sur case noire b6 · Cavalier noir sur case blanche c6 · Pion noir sur case blanche e6 · Pion noir sur case noire h6 · Fou blanc sur case blanche b5 · Pion noir sur case blanche d5 · Pion blanc sur case noire e5 · Pion noir sur case blanche f5 · Pion blanc sur case noire b4 · Pion blanc sur case noire d4 · Pion blanc sur case noire f4 · Tour blanche sur case noire c3 · Cavalier blanc sur case blanche f3 · Tour blanche sur case blanche c2 · Pion blanc sur case blanche g2 · Pion blanc sur case noire h2 · Dame blanche sur case noire c1 · Roi blanc sur case noire g1 | 1 |
|   | a | b | c | d | e | f | g | h |   |

Le canon d'Alekhine, aussi appelé pistolet d'Alekhine est un exemple célèbre de batterie.
La partie du diagramme ci-contre se poursuivit par : 26…Tbc8 27. Fa4 b5 28. Fxb5 Re8 29. Fa4 Rd8 30. h4 1-0.